# 제4고사사단
고사 제4사단(高射第4師団 고샤 다이욘시단[*])은 태평양 전쟁 말기 일본 전역에 대비하여 운영하였던 일본 제국 육군의 4개  고사사단 중에서 니시부 고사포대를 총괄하던 부대였다.

## 역사
1945년 4월 28일, 기타큐슈지역을 중심으로 정치, 군사, 군수 중역을 방위하기 위해 창설되었다. 오키나와 전투의 영향으로 빈번해지는 규슈 공습에 대응하였다. 5월에 미야코노조 근처에 옮겨가 제57군로 전속하고, 제57군 고사포대를 편성하였다. 8월 제16방면군 직속부대가 되어 기타큐슈로 옮겨갔다. 사령부가 옮겨가다가 후쿠오카현 지쿠시촌에서 종전을 맞이하였고, 9월 27일에 동원해제되었다.

## 구조

### 소속
- 제57군, 1945년 5월
- 제16방면군, 1945년 8월

### 지휘부
- 사단장 : 이토 한지 중장; 1945년 5월 5일 - 종전[1]
- 참모장 : 데라오 세이타로 중좌[2]
- 참모
  - 이나에이 가즈에 중좌
  - 에노모토 겐지로 소좌
- 고급부관 : 마에하라 유키이치 소좌

### 부대
- 제4고사포대 사령부 - 히라무키 쓰쿠무 소장
- 고사포 제131연대 - 고쿠라
- 고사포 제132연대 - 야와타
- 고사포 제133연대 - 후쿠오카
- 고사포 제134연대 - 나가사키
- 고사포 제136연대 - 미야코노조
- 독립 고사포 제21대대 - 오무타
- 독립 고사포 제23대대
- 독립 고사포 제24대대
- 독립 고사포 제43대대
- 독립 고사포 제98대대
- 기관포 제5대대
- 기관포 제21대대
- 독립 조공 제21대대
- 제1기관포교육대

## 참고 자료
- 《太平洋戦争師団戦史》. 別冊歴史読本 戦記シリーズNo.32 (일본어). 新人物往来社. 1996. ISBN 4404023715.
- 秦郁彦 (2005). 《日本陸海軍総合事典》 (일본어) 第2版판. 東京大学出版会. ISBN 4130301357.
- 外山操 (1981). 《陸海軍将官人事総覧 陸軍篇》 (일본어). 芙蓉書房.
- 外山操 (1987).  森松俊夫, 편집. 《帝国陸軍編制総覧》 (일본어). 芙蓉書房. 일본 전국 서지 번호 : 88022215.